# Гостилово (Московская область)
Гостилово — деревня в составе Фединского сельского поселения Воскресенского района Московской области. Население — 244 чел. (2010).

## История
Сельцо Гостилово в сохранившихся источниках упоминается впервые только с 1577-78 гг. Но по косвенным данным можно предполагать, что деревня Гостилово получила своё название не позднее конца 13-го века. Гостилово расположено на берегах небольшой речки Крупинки, между Москвой-рекой и Рязанским шоссе, между Коломной и Бронницами — на пути татарских орд и на окраине Московского княжества. Местность, прорезанная вдоль и поперёк заросшими оврагами, очень удобна для формирования и сокрытия воинских дружин. В старину здесь росли густые и труднопроходимые для татарской конницы леса. Старожилы Гостилова с гордостью говорят, что «наши предки были на Куликовом поле». Полсельцем Гостилова владели дворяне Кустерские, получившие поместье от царя Ивана Грозного.
В 1994—2006 годах Гостилово — центр Гостиловского сельского округа.

## Население
| 1926 | 2002 | 2010 |
| ---- | ---- | ---- |
| 601  | ↘118 | ↗244 |